# Achim Krämer

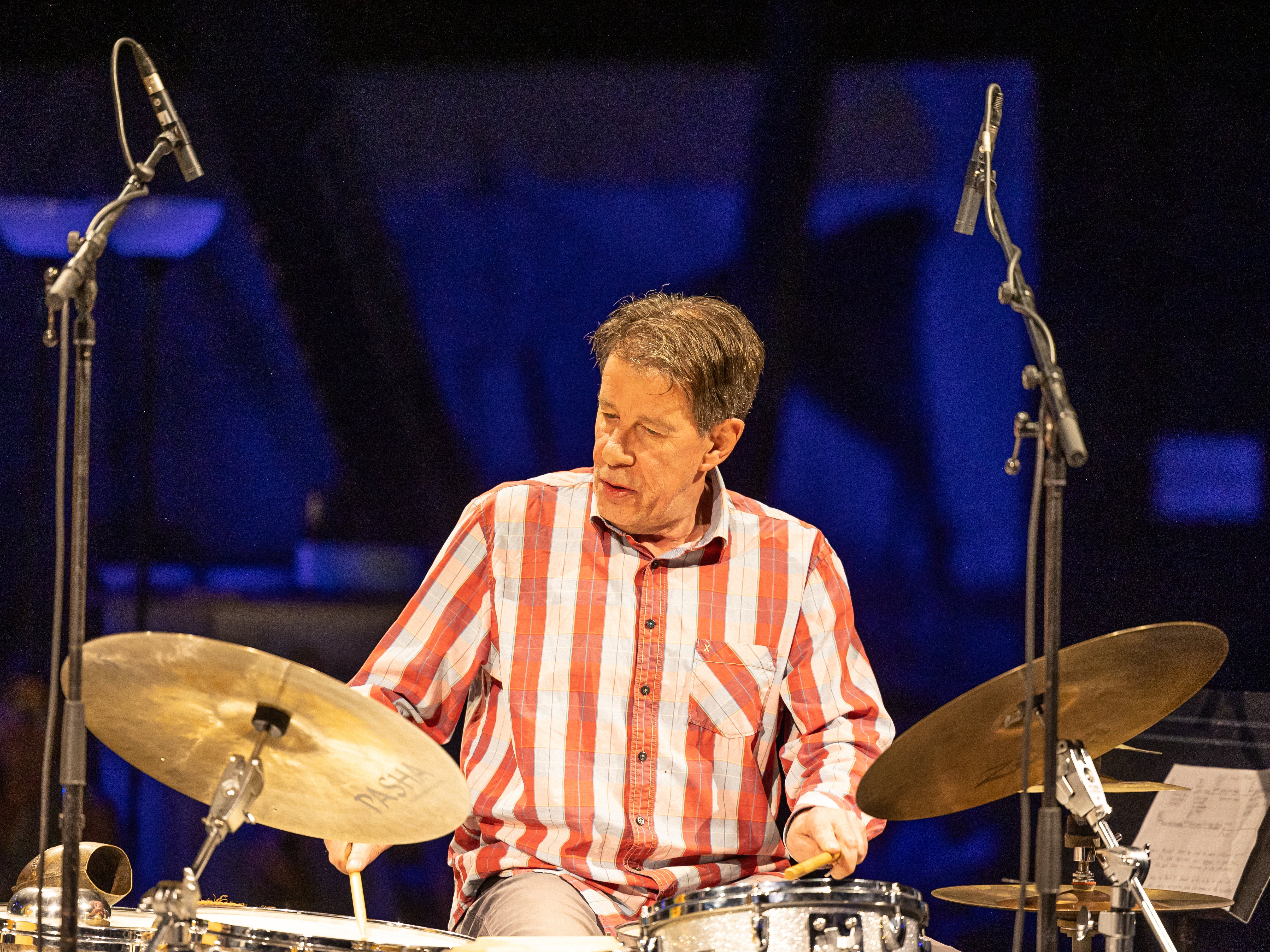
Achim Krämer (2024)

Achim Krämer (* 2. Dezember 1955 in Wanne-Eickel) ist ein deutscher Schlagzeuger und Perkussionist.

## Wirken
Der Schlagzeuger Achim Krämer war eine musikalische Frühbegabung. Schon als Fünfzehnjähriger ging er mit den Schlagersängern Juliane Werding und Jürgen Marcus auf Tournee. Krämer kommt aus der „Jazz Wanne Szene“ der Stadt Wanne-Eickel. In den 1960er und 1970er Jahren gab es in Wanne-Eickel eine rege, junge Musikszene, die sich sowohl für Rock- als auch für Jazzmusik interessierte. Einige der Musiker dieser Szene spielten in der Bigband des Eickeler Gymnasiums, geleitet von dem Musiklehrer Bernd Sowa. Krämer gehörte auch dazu. Seine Mitspieler waren u. a. der Gitarrist Norbert Müller, der Pianist Georg Gräwe, der Saxophonist und Schlagzeuger Harald Dau und der Trompeter Horst Grabosch. Aus diesem Umfeld entstand das „Georg Gräwe Quintett“, das zwei Lps bei FMP Records veröffentlichte. Anfang der 1980er Jahre spielte er dann im Theo Jörgensmann Quartett und in Gräwes „Grubenklangorchester“, das im Rahmen der RUHR.2010 – Kulturhauptstadt Europas als „Grubenklang reloaded“ noch einmal aus alten und neuen Mitgliedern zusammengestellt wurde.
Ende der 1980er Jahre hatte er mit Dieter Manderscheid und Reiner Winterschladen ein Trio. Anfang der 1990er Jahre war Krämer Mitglied im „Theo Jörgensmann Werkschau Ensemble“ und im Albrecht Maurer Quartett. Ferner spielte er u. a. mit Misha Mengelberg, Joe Sachse, Phil Wachsmann, Peter Kowald, Kent Carter, Jaki Liebezeit, Robert Dick, Michael Heupel, Phil Minton oder Fred Frith. Später hatte er ein Trio mit Hans Schneider und Stefan Keune, außerdem gehörte er dem Hayden Chisholm Trio an und spielte mit Eckard Koltermann in dessen Quartett, sowie im Borderhopping Quintet, zu dem noch der niederländische Saxophonist Paul van Kemenade gehört. Seit der Gründung 1999 war er Mitglied bei den „Adam Noidlt Missiles“, einem Projekt des Schlagzeugers Frank Köllges. Außerdem spielte er in „Annemarie Roelofs Waste Watchers“ sowie im „Berlin Jazz Workshop Orchestra“. 2022 erhielt er den WDR-Jazzpreis für seine Leistungen als Improvisator zuerkannt.
Krämer arbeitete auch als Theatermusiker.

## Diskografie (Auswahl)
- Georg Gräwe Quintett New Movements, 1976
- Berlin Jazz Workshop Orchestra Who Is Who?, 1978
- Theo Jörgensmann Quartet Next Adventure, 1981
- Grubenklangorchester Bergmannsleben, 1982
- Grubenklangorchester Songs and Variations, 1989
- Winterschladen/Krämer/Manderscheid Unroll, 1989
- Misha Mengelberg The Root of the Problem, 1998
- Gratkowski – Schubert – Reijseger – Manderscheid – Krämer Loft im Exil 3, 1998
- Eckard Koltermann Here Comes the Moon, 2006
- Stefan Keune The Long and the Short of It, 2007
- Keune – Schneider – Krämer: No Comment, 2009
- Daniel Fritz Schneider Old Boy EP, 2011